# Swyers Point
Der Swyers Point ist eine eisfreie Landspitze an der Scott-Küste des ostantarktischen Viktorialands. Sie liegt an der Westseite der Brown-Halbinsel und markiert das nördliche Ende der Bellafronto Bight.
Das Advisory Committee on Antarctic Names benannte sie 1999 nach Lieutenant Commander Harry Merton Swyers (* 1943) von der United States Navy, zuständig für Öffentlichkeitsarbeit auf der McMurdo-Station bei der Operation Deep Freeze der Jahre 1976 und 1977.